# إليزابيت هوقلند
إليزابيت هوقلند (بالسويدية: Elisabet Höglund)‏ هي كاتِبة وصحفية سويدية، ولدت في 29 أغسطس 1944 في غوتنبرغ في السويد.